# Thomas Bayes

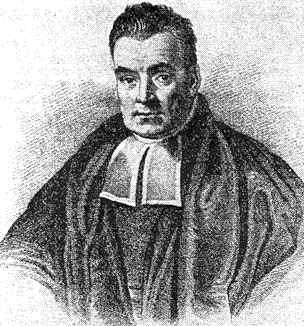
Einzig bekanntes Porträt, das möglicherweise Bayes abbildet. Die Zuordnung wird angezweifelt.

Thomas Bayes (IPA: [ˌtɔməs ˈbɛɪ̯z], anhörenⓘ; * um 1701 in London; † 7. April 1761 in Tunbridge Wells) war ein englischer Mathematiker, Statistiker, Philosoph und presbyterianischer Pfarrer. Nach ihm ist der Satz von Bayes benannt, der in der Wahrscheinlichkeitsrechnung große Bedeutung hat.

## Leben
Bayes war der Sohn des presbyterianischen Geistlichen Joshua Bayes (1671–1746) und studierte ab 1719 an der Universität Edinburgh Theologie und Logik (da er kein Anglikaner war, durfte er nicht in Cambridge oder Oxford studieren). 1727 wurde er ordiniert, anschließend assistierte er seinem Vater in Hatton Garden, Holborn. 1731 wurde er presbyterianischer Pfarrer in Tunbridge Wells südöstlich von London. Im Jahr 1742 wurde er Fellow der Royal Society. 1752 trat er in den Ruhestand. Sein Grab befindet sich auf dem Friedhof Bunhill Fields im Norden Londons. 1969 wurde es mit Spenden von Statistikern aus aller Welt restauriert.
In seinen späten Jahren entwickelte er ein großes Interesse an Wahrscheinlichkeitsrechnung; wie er zu dieser Beschäftigung kam, ist umstritten.

## Werk
Bayes werden zwei Werke zugeschrieben, die zu seinen Lebzeiten erschienen:
- Divine Benevolence, or an Attempt to Prove That the Principal End of the Divine Providence and Government is the Happiness of His Creatures, anonym 1731 erschienen.
- An Introduction to the Doctrine of Fluxions, and a Defence of the Mathematicians Against the Objections of the Author of the Analyst, eine Streitschrift gegen den philosophischen Kritiker Newtons Bischof George Berkeley, anonym 1736 erschienen.

Sein wichtigstes Werk, dem er seine heutige Bekanntheit verdankt, wurde erst postum 1764 in den Philosophical Transactions of the Royal Society veröffentlicht: An essay towards solving a problem in the doctrine of chances. Dieses Essay beinhaltet einen Spezialfall des Satzes von Bayes.

## Bayes als Namensgeber
Basierend auf seinen Theorien der Wahrscheinlichkeitsrechnung:
- Bayesianische Erkenntnistheorie
- Bayesscher Wahrscheinlichkeitsbegriff
- Bayessche Statistik
- Bayes-Schätzer
- Bayes-Klassifikator
- Bayessches Filter
- Bayessches Netz
- Perfekt bayessches Gleichgewicht
- Satz von Bayes

Zu seinen Ehren benannt:
- Segelyacht Bayesian